# Proceso de Parkes
El proceso de Parkes es un proceso industrial pirometalúrgico para eliminar la plata del plomo durante la producción de lingotes. Es un ejemplo de extracción líquido-líquido. 
El proceso aprovecha dos propiedades en estado líquido del zinc. El primero es que el zinc es inmiscible con el plomo, y el otro es que la plata es 3000 veces más soluble en zinc que en el plomo. Cuando se agrega zinc al plomo líquido que contiene plata como contaminante, la plata migra preferentemente al zinc. Debido a que el zinc es inmiscible en el plomo, permanece en una capa separada y se elimina fácilmente. La solución de zinc y plata se calienta hasta que el zinc se vaporiza, dejando plata casi pura. Si el oro está presente en el plomo líquido, también puede eliminarse y aislarse mediante el mismo proceso.
El proceso fue patentado por Alexander Parkes en 1850. Parkes recibió dos patentes adicionales en 1852.
El proceso de Parkes no se adoptó en los Estados Unidos, debido a la baja producción nativa de plomo. Los problemas se superaron durante la década de 1880 y en 1923 solo cuando se utilizó el proceso Parkes.